# Fairphone 4
 (avril 2021).
Si vous disposez d'ouvrages ou d'articles de référence ou si vous connaissez des sites web de qualité traitant du thème abordé ici, merci de compléter l'article en donnant les références utiles à sa vérifiabilité et en les liant à la section « Notes et références ».
 (avril 2021).
La mise en forme du texte ne suit pas les recommandations de Wikipédia : il faut le « wikifier ».
Les points d'amélioration suivants sont les cas les plus fréquents :
- Les titres sont pré-formatés par le logiciel. Ils ne sont ni en capitales, ni en gras.
- Le texte ne doit pas être écrit en capitales (les noms de famille non plus), ni en gras, ni en italique, ni en « petit »…
- Le gras n'est utilisé que pour surligner le titre de l'article dans l'introduction, une seule fois.
- L'italique est rarement utilisé : mots en langue étrangère, titres d'œuvres, noms de bateaux, etc.
- Les citations ne sont pas en italique mais en corps de texte normal. Elles sont entourées par des guillemets français : « et ».
- Les listes à puces sont à éviter, des paragraphes rédigés étant largement préférés. Les tableaux sont à réserver à la présentation de données structurées (résultats, etc.).
- Les appels de note de bas de page (petits chiffres en exposant, introduits par l'outil «  Source ») sont à placer entre la fin de phrase et le point final[comme ça].
- Les liens internes (vers d'autres articles de Wikipédia) sont à choisir avec parcimonie. Créez des liens vers des articles approfondissant le sujet. Les termes génériques sans rapport avec le sujet sont à éviter, ainsi que les répétitions de liens vers un même terme.
- Les liens externes sont à placer uniquement dans une section « Liens externes », à la fin de l'article. Ces liens sont à choisir avec parcimonie suivant les règles définies. Si un lien sert de source à l'article, son insertion dans le texte est à faire par les notes de bas de page.
- La présentation des références doit suivre les conventions bibliographiques. Il est recommandé d'utiliser les modèles {{Ouvrage}}, {{Chapitre}}, {{Article}}, {{Lien web}} et/ou {{Bibliographie}}. Le mode d'édition visuel peut mettre en forme automatiquement les références.
- Insérer une infobox (cadre d'informations à droite) n'est pas obligatoire pour parachever la mise en page.

Pour une aide détaillée, merci de consulter Aide:Wikification.
Si vous pensez que ces points ont été résolus, vous pouvez retirer ce bandeau et améliorer la mise en forme d'un autre article.
Pour un article plus général, voir Fairphone (smartphone).
Fairphone 4 est un smartphone créé par Fairphone. Il succède au Fairphone 3+ et a comme successeur le Fairphone 5. Il a été annoncé le 30 septembre 2021, et a été commercialisé du 25 octobre 2021 à décembre 2024.
Les principales améliorations par rapport à son prédécesseur ont été, un écran plus large, une meilleur caméra avec une optique stabilisée, la caméra frontale améliorée, le support de la 5G, l'IP54 avec une protection de la poussière et des éclaboussures et la certification MIL810G, un port USB-C, une batterie plus importante, et la charge rapide 20W ainsi que d'autres changements,.
Il est fourni avec Android 11 « Red Velvet Cake » avec deux mises à jour majeurs d'Android (Android 12 « Snow Cone » et Android 13 « Tiramisu ») et jusqu'à cinq ans de garantie.

## Matériels
Le Fairphone 4 est composé d'or avec une certification Fairtrade, d’aluminium provenant de Aluminium Stewardship Initiative (ASI) Performance Standard certifié par le vendeur, de tungstène équitable provenant du Rwanda, d'étain recyclé, de terres rares et de plastiques.

## Design modulaire
Le design modulaire du téléphone est composé de sept modules, ce qui permet de le réparer plus facilement que la plupart des autres téléphones. L'arrière du téléphone peut être retiré sans outils. Après avoir retiré l'arrière, la batterie peut être retirée et remplacée. L'écran est aussi démontable facilement en utilisant un tournevis avec embout Phillips #00, comme les autres modules.

## Système d'exploitation
Le téléphone était à la base vendu avec Android 11, en juin 2023 il a été mis à jour à Android 13. Fairphone propose un support logiciel jusqu'à 2026 qui a pour but d'aller jusqu'à Android 14 et 15.
Fairphone 4 est supporté par LineageOS, qui fait qu'Android 15 est installable sur ce téléphone. CalyxOS 4.2.7, Android 13, est utilisable sur Fairphone 4 depuis décembre 2022. Fairphone 4 est aussi supporté par /e/.

## Fin de vente
Fairphone a stoppé sa production et sa vente en décembre 2024, mais indique que les mises à jour continueront  après cette date, ainsi que la production et la vente des pièces détachées jusqu'à au moins 2028.